# Architeuthoidea
Architeuthoidea (лат.) — надсемейство моллюсков из класса головоногих, одно из семи, принадлежащих к отряду Oegopsida.
Architeuthoidea определяются строением системы соединения мантии и воронки и внешним видом буккальных связок. Другими диагностическими признаками являются наличие многочисленных мелких присосок на проксимальной части щупальцевой булавы, и плавники без свободных лопастей в передней части. В это надсемейство кальмаров входят виды от мелких до очень крупных размеров. Гигантский кальмар Architeuthis dux может вырастать до огромных размеров (см. Глубоководный гигантизм), по современным данным максимальная длина от конца плавников до кончиков ловчих щупалец составляет около 8 м. Таким образом, это одно из крупнейших по величине беспозвоночных животных. Architeuthoidea встречается во всех океанах Земли.

## Классификация
По данным World Register of Marine Species, на январь 2025 года надсемейство включает 2 семейства и 5 монотипических родов:
- Architeuthidae Pfeffer, 1900
  - Architeuthis Steenstrup, 1857
    - Architeuthis dux Steenstrup, 1857
- Neoteuthidae Naef, 1921
  - Alluroteuthis Odhner, 1923
    - Alluroteuthis antarcticus Odhner, 1923

  - Narrowteuthis R. E. Young & Vecchione, 2005
    - Narrowteuthis nesisi R. E. Young & Vecchione, 2005

  - Neoteuthis Naef, 1921
    - Neoteuthis thielei Naef, 1921

  - Nototeuthis Nesis & Nikitina, 1986
    - Nototeuthis dimegacotyle Nesis & Nikitina, 1986